# Jodometan
Jodometan, jodek metylu, CH
3I – organiczny związek chemiczny z grupy halogenków alkilowych, jodowa pochodna metanu.
Jest to bezbarwna ciecz, brunatniejąca pod wpływem światła. Temperatura topnienia związku to −66 °C, a temperatura wrzenia 42,4 °C. Substancja ta jest słabo rozpuszczalna w wodzie, rozpuszczalna w alkoholu etylowym i eterze dietylowym.
Jodometan można otrzymać w reakcji metanolu z jodem w obecności fosforu lub siarczanu dimetylu z jodkiem potasu w roztworze wodnym w obecności węglanu wapnia.
Stosuje się go w syntezie organicznej i przemyśle farmaceutycznym do metylowania, a także w lecznictwie, w badaniach mikroskopowych oraz do oznaczania pirydyny.